# Neocnecus punctata
Neocnecus punctata är en skalbaggsart som beskrevs av Sharp 1875. Neocnecus punctata ingår i släktet Neocnecus och familjen Dynastidae. Inga underarter finns listade i Catalogue of Life.